# Matti Kivekäs
Matti Kivekäs, född 1 januari 1888 i Helsingfors, död 4 april 1918 i Tammerfors, var en finländsk journalist, översättare och författare.
Matti Kivekäs var ett av sex barn till kyrkoarkitekten Josef Stenbäck och hans hustru Anna Bähr (född 1862). Han var informator för Jean och Aino Sibelius döttrar på Ainola i Träskända. På rekommendation av Juhani Aho blev han 1916 den förste chefredaktören för tidskriften Suomen Kuvalehti (Finlands bildtidskrift). Han gav, tillsammans med József Szinnyei, 1912 ut en lärobok i ungerska språket och verkade som översättare från ungerska.
Matti Kivekäs deltog i finska inbördeskriget. på den vita sidan. Under slaget vid Tammerfors blev han beskjuten och dog vid Johanneskyrkan i Tammerfors under ett transportuppdrag.
Han gifte sig i februari 1917 med Maj Snellman (senare Maj Hela, 1890-1990). Parets dotter, Kaja, gift Arjas, föddes efter Mattis Kivekäs död i augusti 1918.